# Eomyidae
Eomyidae — родина вимерлих гризунів із Північної Америки та Євразії, пов’язаних із сучасними Geomyidae і Heteromyidae. Вони відомі від середнього еоцену до пізнього міоцену в Північній Америці та від пізнього еоцену до плейстоцену в Євразії. Eomyidae були, як правило, невеликими, але іноді великими, і, як правило, були схожі на вивірку за формою та звичками. Родина включає найдавнішого з відомих планерних гризунів Eomys quercyi'Курсивний текст.
Родина включає такі роди:
- - Simiacritomys
  - Symplokeomys
- Subfamily Yoderimyinae
  - Litoyoderimys
  - Yoderimys
  - Zaisaneomys
  - Zemiodontomys
- Subfamily Apeomyinae
  - Apeomyoides
  - Apeomys
  - Arikareeomys
  - Megapeomys
  - Zophoapeomys
- Subfamily Eomyinae
  - Adjidaumo
  - Aguafriamys
  - Asianeomys
  - Aulolithomys
  - Centimanomys
  - Comancheomys
  - Cristadjidaumo
  - Cupressimus
  - Eomyodon
  - Eomyops
  - Eomys
  - Estramomys
  - Japaneomys
  - Kansasimys
  - Keramidomys
  - Leptodontomys
  - Ligerimys
  - Metadjidaumo
  - Metanoiamys
  - Meteomys
  - Montanamus
  - Namatomys
  - Neoadjidaumo
  - Orelladjidaumo
  - Paradjidaumo
  - Paranamatomys
  - Pentabuneomys
  - Protadjidaumo
  - Pseudadjidaumo
  - Pseudotheridomys
  - Rhodanomys
  - Ritteneria
  - Ronquillomys
  - Viejadjidaumo